# Melhania rotundata
Melhania rotundata är en malvaväxtart som beskrevs av Ferdinand von Hochstetter och Maxwell Tylden Masters. Melhania rotundata ingår i släktet Melhania och familjen malvaväxter. Inga underarter finns listade i Catalogue of Life.